# Xyphinus xanthus
Xyphinus xanthus là một loài nhện trong họ Oonopidae.
Loài này thuộc chi Xyphinus. Xyphinus xanthus được Christa Deeleman-Reinhold miêu tả năm 1987.